# Печениці
Печениці (рос. Печеницы) — присілок у Лодєйнопольському районі Ленінградської області Російської Федерації.
Населення становить 9 осіб. Належить до муніципального утворення Янегське сільське поселення.

## Історія
Згідно із законом від 20 вересня 2004 року № 63-оз належить до муніципального утворення Янегське сільське поселення.

## Населення
| 1879 | 1905 | 1927 | 1961 | 1997 | 2007 | 2010 |
| ---- | ---- | ---- | ---- | ---- | ---- | ---- |
| 141  | ↗229 | ↗344 | ↘94  | ↘14  | ↘5   | ↗14  |
| 2014 |      |      |      |      |      |      |
| ↘9   |      |      |      |      |      |      |